# Kitty Hart-Moxon
Kitty Hart-Moxon, née en 1926 à Bielsko en Pologne, est une survivante britannico-polonaise de la Shoah. Déportée à Auschwitz en 1943 l'âge de 16 ans, elle a connu l'enfer d'autres camps. Peu après sa libération en avril 1945, elle s'installe au Royaume-Uni avec sa mère et s'y marie. Elle consacra ensuite sa vie à témoigner à propos de la Shoah et écrit deux ouvrages autobiographiques.

## Éléments biographiques
Kitty Hart-Moxon est née Kitty Felix en 1926 à Bielsko en Pologne. Elle a un frère Robert, cinq ans plus jeune. En 1938, ses parents déménagent à Lublin.
En 1939, sa famille intègre le Ghetto de Lublin. Ils s'en échappent grâce à des faux papiers et s'installent à Bitterfeld. Le 13 mars 1943, elle est arrêtée avec sa mère par la Gestapo.

### La déportation à Auschwitz
Avec sa mère, elles arrivent le 2 avril 1943 à Auschwitz. Elles sont affectées dans le secteur 'Canada' au tri des habits.
En novembre 1944, elle est prise avec plusieurs centaines de prisonniers pour se rendre au camp de concentration de Gross-Rosen. Chaque jour, les occupants du camp devaient travailler dans l'usine électronique Philips.
En février 1945, elle participe à la marche de la mort jusqu'à Bergen-Belsen.
Le 14 avril 1945, elle est libérée par les Américains. Avec sa mère, elles deviennent traductrice pour l'armée anglaise. Elles ne retrouvent aucune personne de leur famille.

## Après la guerre
En 1946, elles émigrent en Angleterre et y retrouvent un oncle. En 1949, elle épouse Rudi Hart. Ils auront deux enfants, David et Peter. En 1961, elle écrit son premier livre I am Alive qui sera suivi, vingt ans plus tard de Return to Auschwitz.